# Феодор Метохит
Фео́дор Метохи́т (греч. Θεόδωρος ὁ Μετοχίτης, Theódöros Metochites) (1270—1332) — византийский писатель, сын учёного богослова Георгия Метохита. Получил хорошее образование. Будучи горячим приверженцем и близким другом императора Андроника II Палеолога, он занимал при нём должность великого логофета (придворного советника).
В 1313 году он стал увлекаться астрономией, его первым руководителем был Мануил Вриенний, с которым он изучал труды Феона Александрийского. Дальнейшая работа над трудами античных астрономов была проделана им самостоятельно.
Учениками Феодора Метохита были, в частности, Григорий Палама и историк, астроном и полемист Никифор Григора.
Феодор Метохит покровительствовал монастырю Хора, в церкви которого (современный Кахрие-Джами в Стамбуле) в начале 1302—1320/1321 годах по его заказу были созданы мозаики и фрески.
После свержения Андроника II в 1328 г. своим внуком Андроником III, Феодор подвергся опале и был заключён в монастырь, где провёл последние годы жизни, и был похоронен.

## Сочинения
- «Личные заметки и наблюдения» («Ύπομνηματιςμοί καί σημειώσεις γνωμικαί») — собрание очерков по вопросам философии, истории и литературы. изд. Janus Bloch, 1790
- «Παράφρασις» (комментарии на сочинения Аристотеля; издан в латинском переводе, Базель, 1559; Равенна, 1614)
- астрономические труды: «Общее введение в науку астрономии», «Введение в „Синтаксис“ Птолемея», комментарий к «Большому Синтаксису» Птолемея
- описание посольства в Сербию